# Gazpacho

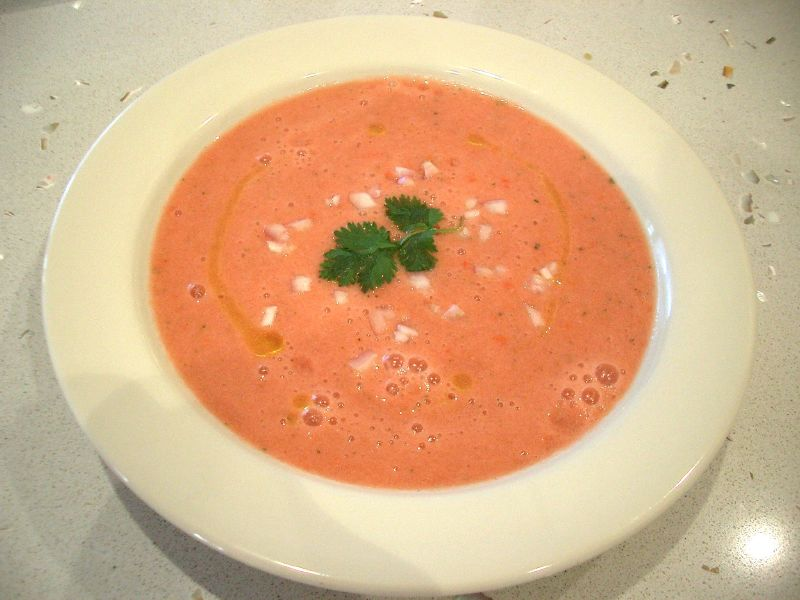
Talíř s polévkou Gazpacho

Gazpacho [gaθ'patʃo] je španělská studená polévka z čerstvé zeleniny původem z Andalusie. Podává se vychlazené, a to buďto jako studená polévka, nebo jako hustý nápoj v širokých sklenících. Pochází z období krátce po objevení Ameriky v roce 1492, kdy se základní suroviny, rajčata a papriky, dostaly do Evropy. 
Gazpacho je pro svou osvěžující chuť populární zejména v teplých oblastech a během léta.

## Složení a příprava

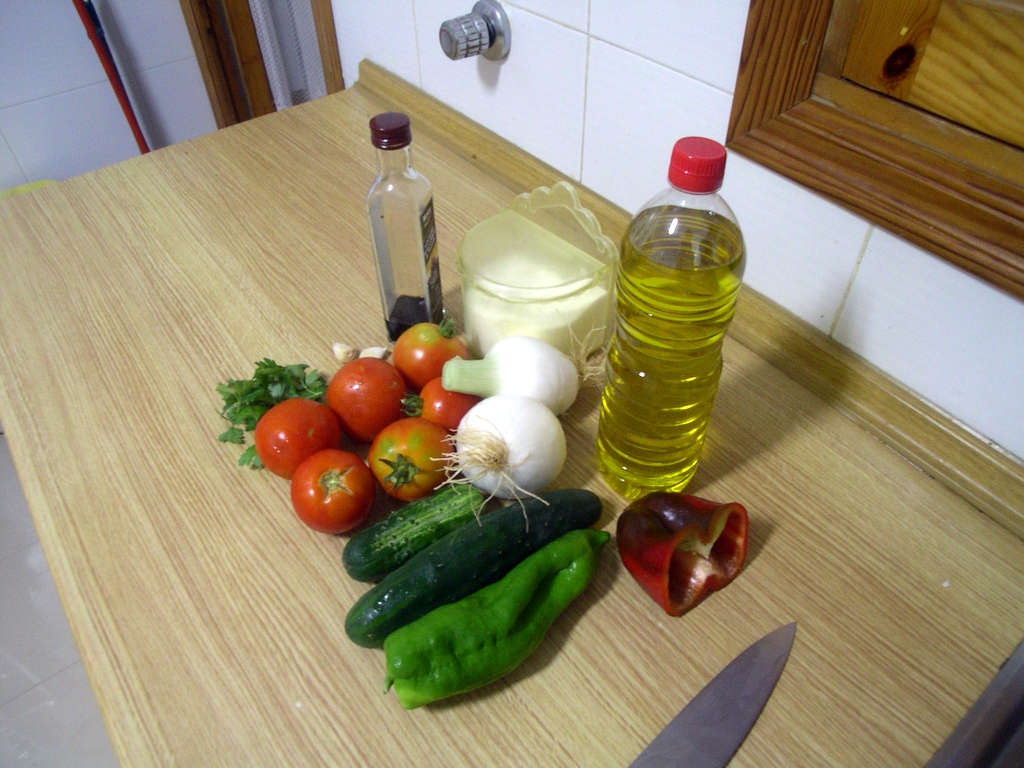
Suroviny

Neexistuje pouze jeden správný, originální způsob přípravy gazpacha; existuje nepřeberné množství lokálních a rodinných variant. Níže je základní receptura.
K přípravě je zapotřebí těchto surovin:
- rajčata – výhradně čerstvá, zralá
- zelené papriky, zbavené semínek
- okurka
- cibule
- česnek
- olivový olej
- vinný ocet
- citrónová šťáva
- sůl
- cukr
- pepř černý mletý

Do mixéru vložíme 20 cherry rajčátek, 5 cm oloupané salátové okurky, 1/2 lusku papriky, kousíček cibule, 1 až 2 oloupané stroužky česneku, špetku pepře a soli, půl lžičky cukru, lžičku citronové šťávy, lžíci olivového oleje a lžíci černého octa typu balsamico. Pečlivě rozmixujeme do dokonalé jemnosti (mixování ve výkonném kuchyňském mixéru trvá obvykle kolem sedmi až deseti minut), vychladíme v lednici a podáváme ozdobené několika kostičkami okurky.
Někdy se můžeme setkat s podáváním salátu gazpacho s ledem; to je však zásadní chyba, která je v kvalitních restauracích a hotelech nepřijatelná, neboť led zeslabuje a kazí výslednou chuť této speciality.

## Gazpacho v kultuře
V epizodě britského seriálu Červený trpaslík Já na druhou byla polévka gazpacho (respektive fakt, že se podává studená) příčinou společenského znemožnění jedné z postav – Arnolda Rimmera. V seriálu se tato příhoda stala 25. listopadu, tento den však není mezinárodním dnem polévky Gazpacho. Ve španělsky mluvících zemích je dnem polévky Gazpacho 21. června (v anglicky mluvících zemích se někdy mylně uvádí 6. prosince). 